# Coupe du monde de ski acrobatique 2018-2019
Navigation
Édition précédente Édition suivante
La Coupe du monde de ski acrobatique 2018-2019 est la 40e saison de la Coupe du monde de ski acrobatique organisé par la Fédération internationale de ski. Elle débute le 7 septembre 2018 à Cardrona en Nouvelle-Zélande et se termine le 30 mars 2019 à Silvaplana en Suisse. Elle inclut six épreuves : les bosses, le saut acrobatique, le half-pipe, le slopestyle, le ski cross et le big air.

## Programme
44 épreuves sont organisées en individuel à la fois chez les hommes et chez les femmes et sont composées de la sorte :
- 5 épreuves de saut acrobatique + 1 épreuve est disputé par équipe mixte.

| \| Lake Placid Saint-Pétersbourg Moscou Minsk Secret Garden \| Sites des compétitions de saut acrobatique |
| Lake Placid Saint-Pétersbourg Moscou Minsk Secret Garden                                                  |

| Lake Placid Saint-Pétersbourg Moscou Minsk Secret Garden |

- 10 épreuves de ski de bosses (dont 1 en parallèle)

| \| Calgary Lake Placid Mont Tremblant Ruka Thaiwoo Tazawako Shymbulak \| Sites des compétitions de ski de bosses |
| Calgary Lake Placid Mont Tremblant Ruka Thaiwoo Tazawako Shymbulak                                               |

| Calgary Lake Placid Mont Tremblant Ruka Thaiwoo Tazawako Shymbulak |

- 14 épreuves de ski cross

| \| Blue-Mountain Sunny Valley Idre \| Sites des compétitions de ski cross (hors Alpes) |
| Blue-Mountain Sunny Valley Idre                                                        |

| Blue-Mountain Sunny Valley Idre |

| \| Val Thorens Arosa Montafon Innichen Feldberg Veysonnaz \| Sites des compétitions de ski cross dans les Alpes |
| Val Thorens Arosa Montafon Innichen Feldberg Veysonnaz                                                          |

| Val Thorens Arosa Montafon Innichen Feldberg Veysonnaz |

| \| Blue-Mountain Sunny Valley Idre \| Sites des compétitions de ski cross (hors Alpes) |
| Blue-Mountain Sunny Valley Idre                                                        |

| Blue-Mountain Sunny Valley Idre |

| \| Val Thorens Arosa Montafon Innichen Feldberg Veysonnaz \| Sites des compétitions de ski cross dans les Alpes |
| Val Thorens Arosa Montafon Innichen Feldberg Veysonnaz                                                          |

| Val Thorens Arosa Montafon Innichen Feldberg Veysonnaz |

- 15 épreuves de freeski soit :
  - 5 épreuves de half-pipe
  - 6 épreuves de slopestyle
  - 4 épreuves de big air

## Classements

### Général
| Rang | Nom              | Points | Victoire(s) | Podium(s) |
| ---- | ---------------- | ------ | ----------- | --------- |
| 1    | Mikaël Kingsbury | 91.67  | 7           | 8         |
| 2    | Bastien Midol    | 68.73  | 3           | 9         |
| 3    | Wang Xindi       | 63.20  |             | 3         |
| 4    | Sun Jiaxu        | 59.60  | 2           | 2         |
| 5    | Ikuma Horishima  | 57.44  | 1           | 4         |

| Rang | Nom             | Points | Victoire(s) | Podium(s) |
| ---- | --------------- | ------ | ----------- | --------- |
| 1    | Perrine Laffont | 86.67  | 4           | 9         |
| 2    | Xu Mengtao      | 82.00  | 3           | 4         |
| 3    | Fanny Smith     | 72.64  | 6           | 7         |
| 4    | Sandra Näslund  | 68.64  | 3           | 7         |
| 5    | Jaelin Kauf     | 63.33  | 2           | 4         |

### Discipline

#### Ski cross
| Rang | Nom                   | Points | Victoire(s) | Podium(s) |
| ---- | --------------------- | ------ | ----------- | --------- |
| 1    | Bastien Midol         | 756    | 2           | 7         |
| 2    | Jean-Frédéric Chapuis | 572    | 3           | 4         |
| 3    | Alex Fiva             | 503    | 1           | 3         |
| 4    | Brady Leman           | 419    | 1           | 4         |
| 5    | Florian Wilmsmann     | 307    |             | 1         |

| Rang | Nom               | Points | Victoire(s) | Podium(s) |
| ---- | ----------------- | ------ | ----------- | --------- |
| 1    | Fanny Smith       | 799    | 6           | 7         |
| 2    | Sandra Näslund    | 755    | 3           | 7         |
| 3    | Marielle Thompson | 656    | 1           | 5         |
| 4    | Alizée Baron      | 484    |             | 4         |
| 5    | Brittany Phelan   | 467    |             | 2         |

#### Bosses
| Rang | Nom              | Points | Victoire(s) | Podium(s) |
| ---- | ---------------- | ------ | ----------- | --------- |
| 1    | Mikael Kingsbury | 825    | 7           | 8         |
| 2    | Ikuma Horishima  | 517    | 1           | 4         |
| 3    | Benjamin Cavet   | 470    | 1           | 4         |
| 4    | Walter Wallberg  | 461    |             | 4         |
| 5    | Matt Graham      | 343    |             | 1         |

| Rang | Nom             | Points | Victoire(s) | Podium(s) |
| ---- | --------------- | ------ | ----------- | --------- |
| 1    | Perrine Laffont | 780    | 4           | 9         |
| 2    | Jaelin Kauf     | 570    | 2           | 4         |
| 3    | Jakara Anthony  | 545    | 1           | 5         |
| 4    | Yulia Galysheva | 533    | 2           | 4         |
| 5    | Tess Johnson    | 349    |             | 2         |

#### Saut acrobatique
| Rang | Nom               | Points | Victoire(s) | Podium(s) |
| ---- | ----------------- | ------ | ----------- | --------- |
| 1    | Xindi Wang        | 316    |             | 3         |
| 2    | Sun Jiaxu         | 298    | 2           | 2         |
| 3    | Anton Kushnir     | 249    |             | 2         |
| 4    | Maxim Burov       | 236    | 2           | 2         |
| 3    | Stanislav Nikitin | 220    | 1           | 3         |

| Rang | Nom             | Points | Victoire(s) | Podium(s) |
| ---- | --------------- | ------ | ----------- | --------- |
| 1    | Xu Mengtao      | 410    | 3           | 4         |
| 2    | Xu Sicun        | 290    |             | 3         |
| 3    | Laura Peel      | 256    | 1           | 2         |
| 4    | Ashley Caldwell | 240    |             | 2         |
| 5    | Qi Shao         | 202    |             | 2         |

#### Big air
| Rang | Nom            | Points | Victoire(s) | Podium(s) |
| ---- | -------------- | ------ | ----------- | --------- |
| 1    | Andri Ragettli | 220    | 1           | 3         |
| 2    | Birk Ruud      | 172    | 1           | 1         |
| 3    | Fabian Bösch   | 130    |             | 1         |
| 4    | Lukas Müllauer | 105    | 1           | 1         |
| 5    | Evan McEachran | 104    |             | 1         |

| Rang | Nom              | Points | Victoire(s) | Podium(s) |
| ---- | ---------------- | ------ | ----------- | --------- |
| 1    | Elena Gaskell    | 210    | 1           | 1         |
| 2    | Mathilde Gremaud | 200    | 2           | 2         |
| 3    | Kea Kühnel       | 140    |             | 2         |
| 4    | Silvia Bertagna  | 118    |             |           |
| 5    | Yuki Tsubota     | 110    |             | 1         |

#### Half-pipe
| Rang | Nom            | Points | Victoire(s) | Podium(s) |
| ---- | -------------- | ------ | ----------- | --------- |
| 1    | Simon d'Artois | 256    | 1           | 2         |
| 2    | Nico Porteous  | 225    |             | 2         |
| 3    | David Wise     | 210    | 1           | 2         |
| 4    | Hunter Hess    | 178    |             | 1         |
| 5    | Thomas Krief   | 164    |             | 1         |

| Rang | Nom            | Points | Victoire(s) | Podium(s) |
| ---- | -------------- | ------ | ----------- | --------- |
| 1    | Cassie Sharpe  | 280    | 2           | 3         |
| 2    | Rachael Karker | 260    |             | 2         |
| 3    | Zhang Kexin    | 256    | 1           | 3         |
| 4    | Kelly Sildaru  | 100    | 1           | 2         |
| 5    | Fanghui Li     | 89     |             | 1         |

#### Slopestyle
| Rang | Nom              | Points | Victoire(s) | Podium(s) |
| ---- | ---------------- | ------ | ----------- | --------- |
| 1    | Mac Forehand     | 247    | 1           | 1         |
| 2    | Max Moffatt      | 213    | 1           | 1         |
| 3    | Andri Ragettli   | 205    | 1           | 1         |
| 4    | Oliwer Magnusson | 185    |             | 1         |
| 5    | Colby Stevenson  | 167    |             | 1         |

| Rang | Nom              | Points | Victoire(s) | Podium(s) |
| ---- | ---------------- | ------ | ----------- | --------- |
| 1    | Megan Oldham     | 281    | 1           | 3         |
| 2    | Sarah Höfflin    | 280    | 1           | 2         |
| 3    | Eileen Gu        | 204    | 1           | 2         |
| 4    | Mathilde Gremaud | 192    | 1           | 2         |
| 5    | Silvia Bertagna  | 184    |             | 1         |

## Calendrier et podiums

### Hommes
| N°                                                                          | Date             | Lieu                  | Épreuve             | Vainqueur                                                              | Second                                                                 | Troisième                                                              |
| --------------------------------------------------------------------------- | ---------------- | --------------------- | ------------------- | ---------------------------------------------------------------------- | ---------------------------------------------------------------------- | ---------------------------------------------------------------------- |
| 1                                                                           | 7 septembre 2018 | Cardrona              | Big air             | Andri Ragettli                                                         | Evan McEachran (en)                                                    | Finn Bilous (en)                                                       |
| 2                                                                           | 4 novembre 2018  | Modena                | Big air             | Birk Ruud                                                              | Alexander Hall                                                         | Andri Ragettli                                                         |
| 3                                                                           | 24 novembre 2018 | Stubaital             | Slopestyle          | Henrik Harlaut                                                         | Mac Forehand                                                           | Ferdinand Dahl (en)                                                    |
| 4                                                                           | 7 décembre 2018  | Ruka                  | Bosses              | Mikaël Kingsbury                                                       | Benjamin Cavet                                                         | Walter Wallberg                                                        |
| 5                                                                           | 7 décembre 2018  | Copper Mountain       | Half-pipe           | Aaron Blunck                                                           | Miguel Porteous (en)                                                   | David Wise                                                             |
| —                                                                           | 7 décembre 2018  | Val Thorens           | Ski cross           | Épreuves annulées en raison du manque de neige                         | Épreuves annulées en raison du manque de neige                         | Épreuves annulées en raison du manque de neige                         |
| —                                                                           | 8 décembre 2018  | Val Thorens           | Ski cross           | Épreuves annulées en raison du manque de neige                         | Épreuves annulées en raison du manque de neige                         | Épreuves annulées en raison du manque de neige                         |
| —                                                                           | 11 décembre 2018 | Arosa                 | Ski cross           | Épreuve annulée en raison du manque de neige et reporté au 17 décembre | Épreuve annulée en raison du manque de neige et reporté au 17 décembre | Épreuve annulée en raison du manque de neige et reporté au 17 décembre |
| —                                                                           | 15 décembre 2018 | Montafon              | Ski cross           | Épreuve annulée en raison du manque de neige                           | Épreuve annulée en raison du manque de neige                           | Épreuve annulée en raison du manque de neige                           |
| 6                                                                           | 15 décembre 2018 | Thaiwoo               | Bosses              | Mikaël Kingsbury                                                       | Ikuma Horishima                                                        | Dmitriy Reiherd                                                        |
| 7                                                                           | 16 décembre 2018 | Thaiwoo               | Bosses en parallèle | Mikaël Kingsbury                                                       | Oskar Elofsson                                                         | Benjamin Cavet                                                         |
| 8                                                                           | 17 décembre 2018 | Arosa                 | Ski cross           | Jonas Lenherr (en)                                                     | Victor Öhling Norberg                                                  | Alex Fiva                                                              |
| 9                                                                           | 20 décembre 2018 | Secret Garden         | Half-pipe           | Simon d'Artois                                                         | Nico Porteous                                                          | Hunter Hess                                                            |
| 10                                                                          | 21 décembre 2018 | Innichen              | Ski cross           | Jonathan Midol                                                         | Bastien Midol                                                          | Brady Leman                                                            |
| 11                                                                          | 22 décembre 2018 | Innichen              | Ski cross           | Joos Berry (nl)                                                        | Bastien Midol                                                          | Jonathan Midol                                                         |
| 12                                                                          | 12 janvier 2019  | Calgary               | Bosses              | Mikaël Kingsbury                                                       | Walter Wallberg                                                        | Daichi Hara                                                            |
| 13                                                                          | 12 janvier 2019  | Font-Romeu            | Slopestyle          | Alexander Hall                                                         | Philippe Langevin                                                      | Andri Ragettli                                                         |
| 14                                                                          | 18 janvier 2019  | Lake Placid           | Bosses              | Benjamin Cavet                                                         | Walter Wallberg                                                        | Matt Graham                                                            |
| 15                                                                          | 19 janvier 2019  | Lake Placid           | Saut                | Maxim Burov                                                            | Wang Xindi                                                             | Stanislav Nikitin (en)                                                 |
| 16                                                                          | 19 janvier 2019  | Idre                  | Ski cross           | Alex Fiva                                                              | Bastien Midol                                                          | Daniel Traxler                                                         |
| 17                                                                          | 20 janvier 2019  | Idre                  | Ski cross           | Jean-Frédéric Chapuis                                                  | Daniel Traxler                                                         | Romain Detraz (de)                                                     |
| 18                                                                          | 26 janvier 2019  | Blue Mountain (en)    | Ski cross           | Brady Leman                                                            | Bastien Midol                                                          | Johannes Rohrweck (it)                                                 |
| 19                                                                          | 26 janvier 2019  | Mont-Tremblant        | Bosses              | Mikaël Kingsbury                                                       | Ikuma Horishima                                                        | Dmitriy Reiherd                                                        |
| 20                                                                          | 27 janvier 2019  | Seiser Alm            | Slopestyle          | Max Moffatt                                                            | Oliwer Magnusson (en)                                                  | Kieran Fagan                                                           |
| Park City Championnats du monde de ski acrobatique (1er au 10 février 2019) |                  |                       |                     |                                                                        |                                                                        |                                                                        |
| 21                                                                          | 16 février 2019  | Moscou                | Saut                | Stanislav Nikitin (en)                                                 | Wang Xindi                                                             | Noé Roth                                                               |
| 22                                                                          | 16 février 2019  | Calgary               | Half-pipe           | David Wise                                                             | Nico Porteous                                                          | Noah Bowman                                                            |
| 23                                                                          | 16 février 2019  | Feldberg              | Ski cross           | Ryan Regez                                                             | Florian Wilmsmann                                                      | Kevin Drury                                                            |
| 24                                                                          | 17 février 2019  | Feldberg              | Ski cross           | Jean-Frédéric Chapuis                                                  | Romain Detraz (de)                                                     | Ryan Regez                                                             |
| 25                                                                          | 23 février 2019  | Minsk                 | Saut                | Maxim Burov                                                            | Anton Kushnir                                                          | Stanislav Nikitin (en)                                                 |
| 26                                                                          | 23 février 2019  | Sunny Valley          | Ski cross           | Bastien Midol                                                          | Filip Flisar                                                           | Jean-Frédéric Chapuis                                                  |
| 27                                                                          | 24 février 2019  | Sunny Valley          | Ski cross           | Bastien Midol                                                          | Alex Fiva                                                              | Brady Leman                                                            |
| 28                                                                          | 23 février 2019  | Tazawako              | Bosses              | Mikaël Kingsbury                                                       | Philippe Marquis                                                       | Bradley Wilson                                                         |
| 29                                                                          | 24 février 2019  | Tazawako              | Bosses en parallèle | Mikaël Kingsbury                                                       | Ikuma Horishima                                                        | Benjamin Cavet                                                         |
| 30                                                                          | 2 mars 2019      | Shimao Lotus Mountain | Saut                | Sun Jiaxu                                                              | Wang Xindi                                                             | Eric Loughran                                                          |
| 31                                                                          | 3 mars 2019      | Shimao Lotus Mountain | Saut                | Sun Jiaxu                                                              | Noé Roth                                                               | Anton Kushnir                                                          |
| 32                                                                          | 2 mars 2019      | Shymbulak             | Bosses              | Ikuma Horishima                                                        | Mikaël Kingsbury                                                       | Walter Wallberg                                                        |
| -                                                                           | 3 mars 2019      | Shymbulak             | Bosses en parallèle | course annulée                                                         | course annulée                                                         | course annulée                                                         |
| 33                                                                          | 9 mars 2019      | Mammoth Mountain      | Half-pipe           | Birk Irving                                                            | Simon d'Artois                                                         | Thomas Krief                                                           |
| 34                                                                          | 10 mars 2019     | Mammoth Mountain      | Slopestyle          | Mark Forehand                                                          | Ferdinand Dahl                                                         | Kiernan Fagan                                                          |
| 35                                                                          | 16 mars 2019     | Québec                | Big air             | Lukas Müllauer                                                         | Fabian Bösch                                                           | Andri Ragettli                                                         |
| -                                                                           | 17 mars 2019     | Québec                | Slopestyle          | course annulée                                                         | course annulée                                                         | course annulée                                                         |
| 36                                                                          | 17 mars 2019     | Veysonnaz             | Ski cross           | Jean-Frédéric Chapuis                                                  | Brady Leman                                                            | Bastien Midol                                                          |
| -                                                                           | 21 mars 2019     | Tignes                | Half-pipe           | course annulée                                                         | course annulée                                                         | course annulée                                                         |
| -                                                                           | 23 mars 2019     | Oslo                  | Big air             | course annulée                                                         | course annulée                                                         | course annulée                                                         |
| 37                                                                          | 30 mars 2019     | Silvaplana            | Slopestyle          | Andri Ragettli                                                         | Colby Stevenson                                                        | Fabian Bösch                                                           |

### Femmes
| N°                                                                          | Date             | Lieu                  | Épreuve             | Vainqueur                                                              | Second                                                                 | Troisième                                                              |
| --------------------------------------------------------------------------- | ---------------- | --------------------- | ------------------- | ---------------------------------------------------------------------- | ---------------------------------------------------------------------- | ---------------------------------------------------------------------- |
| 1                                                                           | 7 septembre 2018 | Cardrona              | Big air             | Elena Gaskell (de)                                                     | Caroline Claire (de)                                                   | Yuki Tsubota                                                           |
| 2                                                                           | 4 novembre 2018  | Modena                | Big air             | Mathilde Gremaud                                                       | Sarah Höfflin                                                          | Kea Kühnel (en)                                                        |
| 3                                                                           | 24 novembre 2018 | Stubaital             | Slopestyle          | Kelly Sildaru                                                          | Sarah Höfflin                                                          | Mathilde Gremaud                                                       |
| 4                                                                           | 7 décembre 2018  | Ruka                  | Bosses              | Perrine Laffont                                                        | Yuliya Galysheva                                                       | Tess Johnson                                                           |
| 5                                                                           | 7 décembre 2018  | Copper Mountain       | Half-pipe           | Kelly Sildaru                                                          | Cassie Sharpe                                                          | Brita Sigourney                                                        |
| -                                                                           | 7 décembre 2018  | Val Thorens           | Ski cross           | Épreuves annulées en raison du manque de neige                         | Épreuves annulées en raison du manque de neige                         | Épreuves annulées en raison du manque de neige                         |
| -                                                                           | 8 décembre 2018  | Val Thorens           | Ski cross           | Épreuves annulées en raison du manque de neige                         | Épreuves annulées en raison du manque de neige                         | Épreuves annulées en raison du manque de neige                         |
| -                                                                           | 11 décembre 2018 | Arosa                 | Ski cross           | Épreuve annulée en raison du manque de neige et reporté au 17 décembre | Épreuve annulée en raison du manque de neige et reporté au 17 décembre | Épreuve annulée en raison du manque de neige et reporté au 17 décembre |
| -                                                                           | 15 décembre 2018 | Montafon              | Ski cross           | Épreuve annulée en raison du manque de neige                           | Épreuve annulée en raison du manque de neige                           | Épreuve annulée en raison du manque de neige                           |
| 6                                                                           | 15 décembre 2018 | Thaiwoo               | Bosses              | Jaelin Kauf                                                            | Jakara Anthony                                                         | Perrine Laffont                                                        |
| 7                                                                           | 16 décembre 2018 | Thaiwoo               | Bosses en parallèle | Jaelin Kauf                                                            | Perrine Laffont                                                        | Yuliya Galysheva                                                       |
| 8                                                                           | 17 décembre 2018 | Arosa                 | Ski cross           | Fanny Smith                                                            | Sandra Näslund                                                         | Marielle Thompson                                                      |
| 9                                                                           | 20 décembre 2018 | Secret Garden         | Half-pipe           | Zhang Kexin                                                            | Rachael Karker                                                         | Fanghui Li                                                             |
| 10                                                                          | 21 décembre 2018 | Innichen              | Ski cross           | Fanny Smith                                                            | Sandra Näslund                                                         | Marielle Berger Sabbatel                                               |
| 11                                                                          | 22 décembre 2018 | Innichen              | Ski cross           | Sandra Näslund                                                         | Marielle Thompson                                                      | Sanna Luedi                                                            |
| 12                                                                          | 12 janvier 2019  | Calgary               | Bosses              | Yuliya Galysheva                                                       | Perrine Laffont                                                        | Jaelin Kauf                                                            |
| 13                                                                          | 12 janvier 2019  | Font-Romeu            | Slopestyle          | Sarah Höfflin                                                          | Eileen Gu                                                              | Giulia Tanno                                                           |
| 14                                                                          | 18 janvier 2019  | Lake Placid           | Bosses              | Jakara Anthony                                                         | Perrine Laffont                                                        | Tess Johnson                                                           |
| 15                                                                          | 19 janvier 2019  | Lake Placid           | Saut                | Xu Mengtao                                                             | Qi Shao                                                                | Nuo Xu                                                                 |
| 16                                                                          | 19 janvier 2019  | Idre                  | Ski cross           | Heidi Zacher                                                           | Marielle Thompson                                                      | Fanny Smith                                                            |
| 17                                                                          | 20 janvier 2019  | Idre                  | Ski cross           | Fanny Smith                                                            | Brittany Phelan                                                        | Kelsey Serwa                                                           |
| 18                                                                          | 26 janvier 2019  | Blue Mountain (en)    | Ski cross           | Fanny Smith                                                            | Marielle Thompson                                                      | Alizée Baron                                                           |
| 19                                                                          | 26 janvier 2019  | Mont-Tremblant        | Bosses              | Perrine Laffont                                                        | Jakara Anthony                                                         | Justine Dufour-Lapointe                                                |
| 20                                                                          | 27 janvier 2019  | Seiser Alm            | Slopestyle          | Eileen Gu                                                              | Megan Oldham                                                           | Julia Krass                                                            |
| Park City Championnats du monde de ski acrobatique (1er au 10 février 2019) |                  |                       |                     |                                                                        |                                                                        |                                                                        |
| 21                                                                          | 16 février 2019  | Moscou                | Saut                | Aliaksandra Ramanouskaya                                               | Laura Peel                                                             | Xu Mengtao                                                             |
| 22                                                                          | 16 février 2019  | Calgary               | Half-pipe           | Cassie Sharpe                                                          | Rachael Karker                                                         | Zhang Kexin                                                            |
| 23                                                                          | 16 février 2019  | Feldberg              | Ski cross           | Sandra Näslund                                                         | Lisa Andersson (en)                                                    | Alizée Baron                                                           |
| 24                                                                          | 17 février 2019  | Feldberg              | Ski cross           | Sandra Näslund                                                         | Andrea Limbacher                                                       | Brittany Phelan                                                        |
| 25                                                                          | 23 février 2019  | Minsk                 | Saut                | Xu Mengtao                                                             | Xi Sicun                                                               | Shao Qi                                                                |
| 26                                                                          | 23 février 2019  | Sunny Valley          | Ski cross           | Fanny Smith                                                            | Sandra Näslund                                                         | Andrea Limbacher                                                       |
| 27                                                                          | 24 février 2019  | Sunny Valley          | Ski cross           | Fanny Smith                                                            | Sanna Lüdi                                                             | Alizée Baron                                                           |
| 28                                                                          | 23 février 2019  | Tazawako              | Bosses              | Perrine Laffont                                                        | Jakara Anthony                                                         | Justine Dufour-Lapointe                                                |
| 29                                                                          | 24 février 2019  | Tazawako              | Bosses en parallèle | Perrine Laffont                                                        | Jaelin Kauf                                                            | Jakara Anthony                                                         |
| 30                                                                          | 2 mars 2019      | Shimao Lotus Mountain | Saut                | Laura Peel                                                             | Xi Sicun                                                               | Ashley Caldwell                                                        |
| 31                                                                          | 3 mars 2019      | Shimao Lotus Mountain | Saut                | Xu Mengtao                                                             | Ashley Caldwell                                                        | Xi Sicun                                                               |
| 32                                                                          | 2 mars 2019      | Shymbulak             | Bosses              | Yulia Galysheva                                                        | Perrine Laffont                                                        | Justine Dufour-Lapointe                                                |
| -                                                                           | 3 mars 2019      | Shymbulak             | Bosses en parallèle | Épreuve annulée                                                        | Épreuve annulée                                                        | Épreuve annulée                                                        |
| 33                                                                          | 9 mars 2019      | Mammoth Mountain      | Half-pipe           | Cassie Sharpe                                                          | Kelly Sildaru                                                          | Zhang Kexin                                                            |
| 34                                                                          | 10 mars 2019     | Mammoth Mountain      | Slopestyle          | Mathilde Gremaud                                                       | Johanne Killi                                                          | Megan Oldham                                                           |
| 35                                                                          | 16 mars 2019     | Québec                | Big air             | Mathilde Gremaud                                                       | Kea Kühnel                                                             | Elena Gaskell                                                          |
| _                                                                           | 17 mars 2019     | Québec                | Slopestyle          | Épreuve annulée                                                        | Épreuve annulée                                                        | Épreuve annulée                                                        |
| 36                                                                          | 17 mars 2019     | Veysonnaz             | Ski cross           | Marielle Thompson                                                      | Sandra Näslund                                                         | Alizée Baron                                                           |
| -                                                                           | 21 mars 2019     | Tignes                | Half-pipe           | Épreuve annulée                                                        | Épreuve annulée                                                        | Épreuve annulée                                                        |
| -                                                                           | 23 mars 2019     | Oslo                  | Big air             | Épreuve annulée                                                        | Épreuve annulée                                                        | Épreuve annulée                                                        |
| 37                                                                          | 30 mars 2019     | Silvaplana            | Slopestyle          | Megan Oldham                                                           | Tess Ledeux                                                            | Silvia Bertagna                                                        |

### Mixte
| Date        | Lieu          | Épreuve         | Vainqueur                              | Second                                  | Troisième                               |
| ----------- | ------------- | --------------- | -------------------------------------- | --------------------------------------- | --------------------------------------- |
| 3 mars 2019 | Secret Garden | Saut par équipe | I- Xu Mengtao - Sun Jiaxu - Wang Xindi | II- Xu Sicun - Longxiao Yang - Shudi Wu | III- Liya Jia - Boyan Li - Renlong Yang |